# (21653) Davidwang
(21653) Davidwang (1999 OH3) – planetoida z grupy pasa głównego asteroid okrążająca Słońce w ciągu 4,65 lat w średniej odległości 2,79 j.a. Odkryta 22 lipca 1999 roku.